# Гендриковы
Ге́ндриковы — угасший русский графский род, который происходит от брака литовского крестьянина Симона Гендрика (Генриха, 1672—1728) с Христиной (1687—1729), сестрой императрицы Екатерины I.

## Кузены Елизаветы Петровны
Императрица Елизавета возвела в 1742 году в графское достоинство детей Симона Леонтьевича и Христины Самуиловны (своих двоюродных братьев и сестёр):
- Андрей Симонович (1715—1748), камергер; не имел детей в браке с Анной Артемьевной Волынской (1723—1744), старшей дочерью и наследницей казнённого кабинет-министра.
- Иван Симонович (1719—1779), владелец имения Рубежное, генерал-аншеф, шеф Кавалергардского корпуса; женат на Екатерине Сергеевне Бутурлиной (ум. 1784).
- Агафья Симоновна (1714—1741), жена камергера Григория Александровича Петрово-Соловово (1703—1743), мать почётного опекуна Александра Петрово-Соловово, бабка министра внутренних дел Осипа Петровича Козодавлева.
- Мария Симоновна (1723—1756), обер-гофмейстерина двора великой княгини Екатерины Алексеевны, жена обер-гофмейстера Николая Наумовича Чоглокова (1718—1754) и генерал-прокурора Александра Ивановича Глебова (1722—1790).
- Марфа Симоновна (1727—1753), статс-дама, владелица имения Терны; жена (с 1747) генерал-поручика Михаила Ивановича Сафонова (ум. 1782); одно время считалась невестой грузинского царевича Александра.
  - Елизавета Сафонова, жена князя А. П. Щербатова[3].
  - Марфа Сафонова, жена С. А. Дмитриева-Мамонова.

Гендриковы получили от императрицы Елизаветы обширные наделы на Слободской Украине, особенно в Волчанском и Змиевском уездах, и были внесены в 5-ю часть родословной книги Харьковской губернии.
От двух сыновей графа Ивана Симоновича — Андрея и Сергея — произошли две ветви рода Гендриковых, существовавшие на протяжении всего XIX века. Младшая ветвь Гендриковых к началу XX века выпала из высшего общества и пропала из виду.

## Старшая ветвь Гендриковых

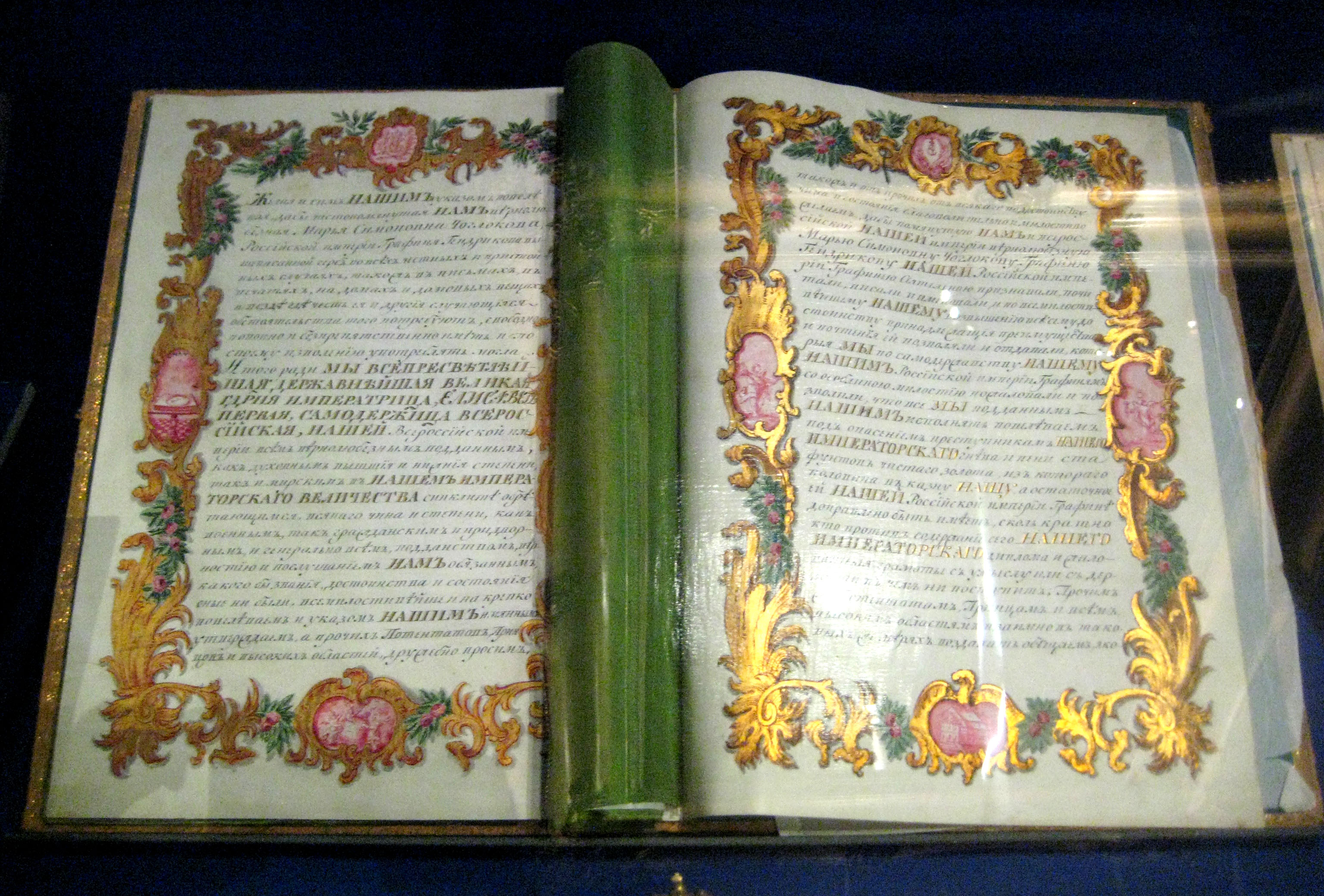
Грамота Елизаветы Петровны о возведении в графское достоинство своей двоюродной сестры

Александр Иванович Гендриков (1807—1881), старший правнук графа Ивана Симоновича (сын Ивана Андреевича, внук Андрея Ивановича), владелец родовой усадьбы Графское и 15 тыс. десятин в Волчанском уезде, инспектор государственных конных заводов; женат на кнж. Прасковье Александровне Хилковой и на грф. Евдокии Васильевне Гудович.
1. Александр (1827—1851), кавалергард, поручик, смертельно ранен на дуэли бароном Э. О. Розеном.
2. Дмитрий (1831—1898), генерал-лейтенант; женат на Анне Фастовне Занадворской (1848—1885).
  1. Александр (1875—1945), статский советник; женат (с 1915) на бар. Елене Анатольевне фон дер Пален (1884—1938).
3. Степан (1832—1901), сахарозаводчик, действительный тайный советник, обер-форшнейдер; женат на Ольге Игнатьевне Шебеко[4] (1836—1904), сестре сенатора Н. И. Шебеко.
  1. Александр (1859—1919), полковник-черносотенец, учредитель Союза русского народа; женат на Софье Владимировне Хлебниковой (1871—1957).
    1. Георгий (1908—1936), женат с 1931 на Анне-Марии фон Браун (1904—1984).
4. Анна (1830—1886), жена рязанского губернатора Николая Аркадьевича Болдарева (1826—1904).
5. Николай (1855—1891), ротмистр; женат на Цецилии Валериановне Ширковой, дочери либреттиста оперы «Руслан и Людмила».
6. Василий (1857—1912), обер-церемониймейстер, волчанский уездный предводитель дворянства; женат с 1882 на кнж. Софье Петровне Гагариной (1859—1915). Графиня из первого поколения Гендриковых

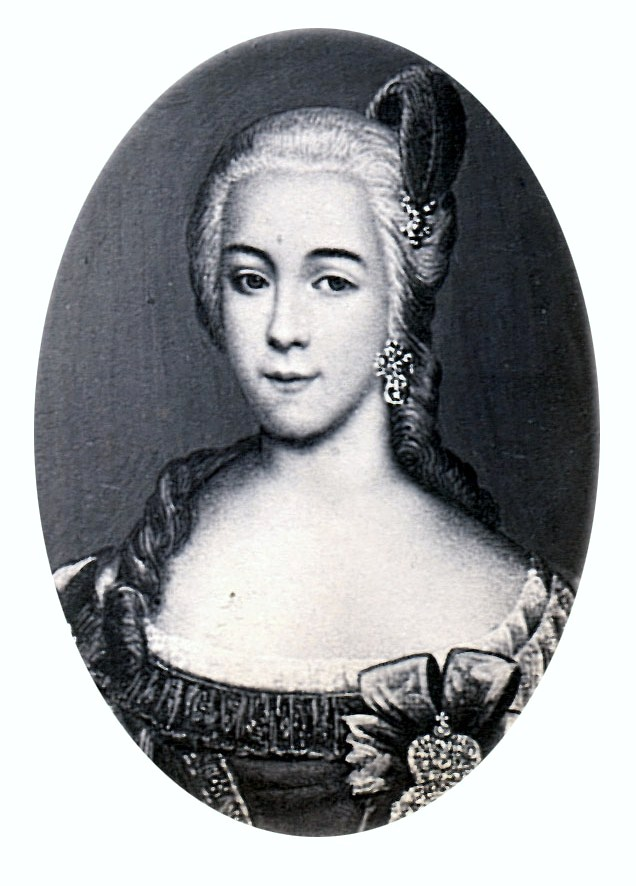
Графиня из первого поколения Гендриковых

  1. Пётр (1883—1943), курляндский и орловский губернатор; женат с 1914 на Ольге Николаевне Звегинцевой (1892—1987).
  2. Александр (1885—1962), ротмистр Кавалергардского полка.
  3. Александра (1882—1919), жена (с 1900) гвардейского офицера Андрея Николаевича Балашова (1874—1916).
  4. Анастасия (1888—1918), фрейлина, мученица православной церкви.

## В художественной литературе
Главному герою повести А. Н. Толстого «Похождения Невзорова, или Ибикус» (1924) нравилось думать, что его настоящим отцом был граф Гендриков.